# Грисьо, Ярослав Антонович
Ярослав Антонович Грисьо (укр. Ярослав Антонович Грисьо; род. 16 ноября 1950, Винники, Львовская область) — украинский футбольный судья и функционер. Председатель Федерации футбола Львовской области. Член исполнительного комитета ФФУ. Отец футбольных арбитров Юрия и Андрея Грися. В 2011—2012 годах — президент ФК «Львов».

## Биография
Окончил Львовский институт физкультуры (1971). В течение 1973—1982 годов работал учителем физкультуры львовской СШ № 29, а также был тренером футбольной команды «Пищевик» (Винники).
В течение 1990—1997 годов в ранге судьи провёл около 80 игр высшей лиги СССР и Украины.
1983—1990 годы — завуч, директор футбольной школы СКА; 1991—1993 годы — заместитель председателя Федерации футбола Львовской области; с 1997 года — председатель Федерации футбола области. С 2000 года — член исполкома Федерации футбола Украины.
В сентябре 2011 года обострился финансовый кризис в футбольном клубе «Львов», в результате чего тогдашний президент клуба Юрий Киндзерский заявил, что готов безвозмездно отдать клуб любому, кто готов его финансировать. Если бы такого человека не нашлось, Киндзерский был намерен снять команду с соревнований в Первой лиге. В середине сентября появилась информация, что новый владелец клуба нашелся, а 23 сентября были улажены все юридические нюансы. Поэтому 24 сентября стало известно, что новым владельцем «Львова» стал Ярослав Грисьо.
1 февраля 2012 Грисьо представил новый тренерский штаб команды во главе с Владимиром Журавчаком, а также объявил, что вместо президента клуба политику «Львова» будут проводить четыре инвестора, имена которых не назвал.

## Государственные награды
- Орден «За заслуги» III степени (2006)[4].
- Отличие Президента Украины — юбилейная медаль «20 лет независимости Украины» (19 августа 2011)[5]

## Семья
Ярослав Антонович является дальним родственником футболиста Максима Грися. Сыновья Ярослава Антоновича тоже стали арбитрами: Андрей (1981 г. р.) — арбитр второй категории, судит поединки Первой лиги Украины; Юрий (1974 г. р.) — арбитр первой категории, судит матчи Премьер-лиги Украины.